# Itzan Escamilla Guerrero
Itzan Escamilla Guerrero   (Madrid, 31 d'octubre de 1997) és un actor espanyol conegut principalment pel seu paper de Samuel García Domínguez a la sèrie de Netflix Élite, estrenada l'octubre de 2018.

## Biografia
Nascut a Madrid el 31 d'octubre de 1997, és fill d'un productor de televisió i una model. Va estudiar interpretació a Madrid, a l'Escola de Cristina Rota.
Va començar la seva carrera com a actor participant en obres de teatre com Los universos paralelos de David Lindsay-Abaire en què va coincidir amb actrius de la talla de Malena Alterio i Belén Cuesta, i fent aparicions capitulars en diverses sèries espanyoles.
Va treballar en la sèrie de televisió espanyola Víctor Ros, emesa el 2016, on va interpretar el paper de Joan, fillastre del protagonista, sent el seu primer personatge de llarga durada en la televisión. A més, va intervenir en episodis de sèries com Centro Médico (2016), Seis hermanas (2016) i El final del camino (2017). El 2017 va fer una breu aparició a la sèrie de ficció històrica El Ministerio del Tiempo de Televisió espanyola, interpretant el personatge de Simón Bolívar. Va donar vida a Francisco de jove en la sèrie de Netflix Las chicas del cable, estrenada el 2017.
El 5 d'octubre de 2018 va estrenar la sèrie de Netflix Élite interpretant a Samuel García, un estudiant que, després que el seu institut s'ensorrés, rep una beca per estudiar en un prestigiós col·legi. Gràcies a aquest paper, l'actor es va donar a conèixer fora de les fronteres espanyoles arribant a aconseguir els 7,2 milions de seguidors en els seus perfils públics en xarxes socials.
El febrer de 2020 es va estrenar a la gran pantalla protagonitzant la pel·lícula Planeta 5000 al costat de Kimberley Tell, del director aragonès Carlos Val.

## Filmografia

### Televisió
| Any             | Títol                                | Cadena  | Rol                       | Notes                             |
| --------------- | ------------------------------------ | ------- | ------------------------- | --------------------------------- |
| 2016            | Seis hermanas                        | La 1    | Gorrilla                  | 1 episodi                         |
| 2016            | Centro Médico                        | La 1    |                           | 1 episodi                         |
| 2016            | Víctor Ros                           | La 1    | Juan                      | 7 episodis                        |
| 2017            | El Ministerio del Tiempo             | La 1    | Simón Bolívar (jove)      | Episodi: «Tiempo de ilustrados»   |
| 2017            | El final del camino                  | La 1    | Gonzalo                   | 2 episodis                        |
| 2017            | Las chicas del cable                 | Netflix | Francisco Gómez (15 anys) | 3 episodis                        |
| 2018 - presente | Élite                                | Netflix | Samuel García Domínguez   | Personatge principal; 32 episodis |
| 2020            | Memorias de Idhún                    | Netflix | Jack (veu)                | Personatge principal; 10 episodis |
| 2021            | Élite historias breves: Carla Samuel | Netflix | Samuel García Domínguez   | Personatge principal; 3 episodis  |

### Cinema
| Any  | Títol        | Rol    | Director   |
| ---- | ------------ | ------ | ---------- |
| 2020 | Planeta 5000 | Sergio | Carlos Val |

### Teatre
| Any  | Títol                   | Director      |
| ---- | ----------------------- | ------------- |
| 2017 | Los universos paralelos | David Serrano |